# FC Ordino
Der Futbol Club Ordino ist ein 2010 gegründeter andorranischer Fußballverein aus dem Ort Ordino.
Der Verein wurde 2012 für die Segona Divisió zugelassen, die der Klub in seiner ersten Saison gewinnen konnte, womit er 2013/14 erstmals in der Primera Divisió spielte und dort den fünften Platz belegte. Der Erfolg wiederholte sich in den Jahren 2017/2018 sowie 2020/2021, im Zuge des direkten Wiederaufstieges in die Primera Divisió.

## Erfolge
- Meister der Segona Divisió (3):
- 2012/13,  2017/18,  2020/21